# Леково (Мазовецьке воєводство)
Леково (пол. Lekowo) — село в Польщі, у гміні Реґімін Цехановського повіту Мазовецького воєводства.
Населення — 284 особи (2011).
У 1975-1998 роках село належало до Цехановського воєводства.

## Демографія
Демографічна структура станом на 31 березня 2011 року:
|          | Загалом | Допрацездатний вік | Працездатний вік | Постпрацездатний вік |
| -------- | ------- | ------------------ | ---------------- | -------------------- |
| Чоловіки | 134     | 23                 | 103              | 8                    |
| Жінки    | 150     | 38                 | 81               | 31                   |
| Разом    | 284     | 61                 | 184              | 39                   |